# Мэгурянка
Мэгурянка (рум. Măgureanca, Магурянка) — село в Фалештском районе Молдавии. Наряду с сёлами Скумпия, Хыртоп и Николаевка входит в состав коммуны Скумпия.

## География
Село расположено на высоте 150 метров над уровнем моря.

## Население
По данным переписи населения 2004 года, в селе Мэгурянка проживает 292 человека (148 мужчин, 144 женщины).
Этнический состав села:
| Национальность | Число жителей | Процентный состав |
| -------------- | ------------- | ----------------- |
| молдаване      | 289           | 98.97             |
| украинцы       | 2             | 0.68              |
| румыны         | 1             | 0.34              |
| Всего          | 292           | 100%              |